# Arijan Lakić
Arijan Lakić (in serbo Аријан Лакић?; Prokuplje, 20 gennaio 2000) è un cestista serbo.

## Palmarès
- Campionato croato: 2

Zadar: 2022-23, 2023-24
- Campionato serbo: 1

Partizan: 2024-25
- Coppa di Croazia: 1

Zadar: 2024
- Lega Adriatica: 1

Partizan: 2024-25